# Аллен, Филлис
Филлис Аллен (англ. Phyllis Allen, 25 ноября 1861 — 26 марта 1938) — американская комедийная актриса немого кино.

## Биография
Свою карьеру Филлис Аллен начала с участия в водевилях. Затем последовали первые роли в фильмах Мака Саннета, в которых благодаря своей крупной комплекции, Филлис хорошо проявила себя как комедийная актриса. С 1913 по 1923 годы она снялась в 74 фильмах, где играла вместе с Чарли Чаплином, Мэйбл Норманд, Роско Арбаклом и Маком Саннетом.

## Избранная фильмография
| Год  |   | Русское название        | Оригинальное название      | Роль                  |
| ---- | - | ----------------------- | -------------------------- | --------------------- |
| 1913 | ф | Вексель Мерфи           | Murphy's I.O.U.            |                       |
| 1914 | ф | Лучший жилец            | The Star Boarder           | жилица                |
| 1914 | ф | Состоявшееся знакомство | Getting Acquainted         | жена Сниффлза         |
| 1914 | ф | Его место для свиданий  | His Trysting Place         | жена Амброуза         |
| 1914 | ф | Нахальный джентльмен    | Gentlemen of Nerve         | кокетка               |
| 1914 | ф | Тесто и динамит         | Dough and Dynamite         | клиент                |
| 1914 | ф | Транжиры                | The Rounders               | жена Чарли            |
| 1914 | ф | Настигнутый в кабаре    | Caught in a Cabaret        | танцовщица            |
| 1914 | ф | Деловой день            | A Busy Day                 | кокетка               |
| 1914 | ф | Реквизитор              | The Property Man           | Лена, актриса         |
| 1914 | ф | Прерванный роман Тилли  | Tillie's Punctured Romance | горничная             |
| 1915 | ф | Вечер в мюзик-холле     | A Night In The Show        | леди в аудитории      |
| 1917 | ф | Искатель приключений    | The Adventurer             | гувернантка           |
| 1922 | ф | День получки            | Pay Day                    | жена Чарли            |
| 1923 | ф | Пилигрим                | The Pilgrim                | член церковной общины |